# West End Girls
West End Girls ist ein von der Band Pet Shop Boys geschriebenes Lied aus dem Jahr 1984. Es erschien auf dem Album Please. Es wurde von Pet Shop Boys bei der Schlussfeier der Olympischen Sommerspiele 2012 aufgeführt.

## Geschichte

### Aufnahme und Produktion
1981 trafen sich Neil Tennant und Chris Lowe in einem Elektronikladen und gründeten die Band namens Pet Shop Boys. Zwei Jahre später trafen sie in New York auf den Produzenten Bobby Orlando, der mit ihnen einige Aufnahmen des Albums Please produzierte. West End Girls wurde zunächst 1984 mit Bobby Orlando in den Unique Studios in New York aufgenommen und erstmals am 9. April 1984 veröffentlicht. Orlandos Version des Liedes wurde zu einem Club-Hit in einigen Ländern, allerdings ohne zunächst einen großen Durchbruch in den Charts zu erleben.
Nachdem die Pet Shop Boys bei EMI unterschrieben hatten und es rechtliche Streitigkeiten mit Orlando gab, nahmen sie das Lied mit dem Produzenten Stephen Hague vom Plattenlabel Parlophone neu auf. In dieser Version wurde das Lied schließlich zum weltweiten Charterfolg.
Eine neue Aufnahme des Liedes (New Lockdown Version) wurde am 1. Juni 2020 veröffentlicht.

### Musik und Text
Der Song entspricht dem Genre Synthie-Pop, jedoch mit Hip-Hop-Einflüssen versehen. Die Melodie orientiert sich an dem Grandmaster-Flash-Klassiker The Message. Der Song wurde mit einem E-mu Emulator gespielt. Die Backing Vocals wurden von Helena Springs eingesungen.
Bei einem Aufenthalt in Nottingham schrieb Tennant die Rohfassung des Liedes, dazu diente ein Kriminalfilm als Inspiration. Dies unterschreibt den Anfang: Sometimes you’re better off dead, There’s a gun in your hand and it’s pointing at your head (deutsch: Manchmal bist du als Toter besser dran, du hältst eine Pistole in der Hand und sie zeigt auf deinen Kopf). Den Rest des Textes schrieb Tennant gemeinsam mit Lowe, wobei das Gedicht Das wüste Land von T. S. Eliot ein starker Einfluss war. Der Song handelt von jungen Frauen aus dem West End Londons, die auf Männer aus dem von Proletariern bewohnten East End treffen. Er bezieht sich freilich auf vergangene Zeiten und fokussiert Klassenunterschiede und innerstädtischen Druck.

## Rezeption
Im Allgemeinen erhielt der Song sehr gute Kritiken. So schrieb Stephen Thomas Erlewine von Allmusic eine Rezension über das Album Please und bezeichnete das Lied als hypnotisch. Rob Hoerburger vom Rolling Stone bewertete den Hit als eingängig und die Synthesizer-Riffs als verlachend. Bei einer Kritikerumfrage vom Guardian wurde das Lied im Jahr 2020 auf Platz eins der besten 100 Nummer-eins-Hits der britischen Charts gewählt.
Eine schwedische Girlgroup-Coverband der Pet Shop Boys nennt sich nach dem Song „West End Girls“.
In der Episode Nr. 20 Freundschaft verbindet von American Dad spielt Steve einen Teil des Songs ab.

## Kommerzieller Erfolg

### Chartplatzierungen
Es erreichte Platz 3 in Belgien. Erst nach der Wiederveröffentlichung der Neuaufnahme mit Stephen Hague am 28. Oktober 1985 wurde der Titel ein Welterfolg. Er erreichte Platz eins in den Vereinigten Staaten, Großbritannien, Neuseeland, Kanada und Norwegen.
| ChartsChartplatzierungen       | Höchstplatzierung | Wochen/ Monate |
| ------------------------------ | ----------------- | -------------- |
| Deutschland (GfK)              | 2 (17 Wo.)        | 17 Wo.         |
| Österreich (Ö3)                | 5 (3 Mt.)         | 3 Mt.          |
| Schweiz (IFPI)                 | 2 (12 Wo.)        | 12 Wo.         |
| Vereinigte Staaten (Billboard) | 1 (20 Wo.)        | 20 Wo.         |
| Vereinigtes Königreich (OCC)   | 1 (17 Wo.)        | 17 Wo.         |

| ChartsJahrescharts (1986)      | Platzierung |
| ------------------------------ | ----------- |
| Deutschland (GfK)              | 13          |
| Vereinigte Staaten (Billboard) | 15          |

### Auszeichnungen für Musikverkäufe
| Land/Region                  | Auszeichnungen für Musikverkäufe (Land/Region, Auszeichnung, Verkäufe) | Verkäufe |
| ---------------------------- | ---------------------------------------------------------------------- | -------- |
| Kanada (MC)                  | Gold                                                                   | 50.000   |
| Neuseeland (RMNZ)            | Gold                                                                   | 10.000   |
| Vereinigtes Königreich (BPI) | Platin                                                                 | 600.000  |
| Insgesamt                    | 2× Gold · 1× Platin ·                                                  | 660.000  |

## Musikvideo
Das Musikvideo, bei dem Eric Watson Regie führte, wurde in London gedreht. Es besteht aus vielen zusammengeschnittenen Szenen: in einer sieht man die U-Bahn, in der anderen einen Doppeldeckerbus und auch die Tower Bridge. In der Handlung bieten die Pet Shop Boys den Song in London dar.

## Coverversionen
- 1987: Saragossa Band[21]
- 1988: Ed Starink
- 1993: East 17
- 2003: Mis-Teeq (Style: Samples verwendet)[22]
- 2005: Madonna (Jump: Intro angelehnt an West End Girls)[23]